# Hamnet (Film)
Hamnet ist ein Filmdrama von Chloé Zhao. Der Film mit Jessie Buckley und Paul Mescal in den Hauptrollen basiert auf dem gleichnamigen Roman von Maggie O’Farrell und erzählt die Geschichte von William Shakespeare und seiner Ehefrau Agnes, die mit dem Verlust ihres Sohnes Hamnet zu kämpfen haben. Der Film soll im September 2025 beim Toronto International Film Festival seine Premiere feiern. Der US-Kinostart ist im November 2025 geplant. In Deutschland soll der Film im Januar 2026 starten.

## Handlung
Agnes und Will leben in den 1580er Jahren in der Henley Street in dem kleinen Dorf Stratford-upon-Avon im englischen Warwickshire. In dem Land wütet die Pest. Agnes ist Heilerin, Will als Autor tätig. Sie haben drei Kinder, die Zwillinge Judith und Hamnet und deren ältere Schwester Susanna. Die Pest wütend in Europa und kostet Hamnet das Leben. Er stirbt 1596 im Alter von elf Jahren. Will verarbeitet seinen Tod, indem er ein Stück schreibt.

## Produktion

### Literarische Vorlage und Filmstab
Der Film basiert auf dem Roman Hamnet von Maggie O’Farrell aus dem Jahr 2020. In einer deutschen Übersetzung von Anne-Kristin Mittag erschien er unter dem Titel Judith und Hamnet bei Piper. Das Buch erhielt zahlreiche Auszeichnungen, darunter den Women’s Prize for Fiction und den National Book Critics Circle Award for Fiction. Die Bühnenadaption feierte ihre Premiere bei der Royal Shakespeare Company, bevor sie ins Garrick Theatre im West End wechselte, wo sie bis Februar 2024 gespielt wurde.
Regie führt die Oscar-Preisträgerin Chloé Zhao, die gemeinsam mit O’Farrell auch das Drehbuch schrieb. Es handelt sich nach Songs My Brothers Taught Me, The Rider, Nomadland und Eternals um den fünften Spielfilm der überwiegend in den USA tätigen chinesischen Regisseurin. Ursprünglich sollte bei Hamnet Sam Mendes Regie führen. Er tritt gemeinsam mit Pippa Harris, Liza Marshall und Steven Spielberg als einer der Produzenten in Erscheinung.

### Besetzung, Szenenbild und Dreharbeiten
In den Hauptrollen des Films sind der Ire Paul Mescal als William Shakespeare und die Irin Jessie Buckley als seine Ehefrau Agnes zu sehen. Sie spielten beide in dem Film Frau im Dunkeln von Maggie Gyllenhaal aus dem Jahr 2021, waren jedoch in keiner Szene gemeinsam zu sehen. Auch die Briten Joe Alwyn und Emily Watson befindet sich auf der Besetzungsliste. Sie spielen Bartholomew und Mary. Jacobi Jupe, der jüngere Bruder von Noah Jupe, spielt Hamnet als Kind. Das Casting übernahm Nina Gold.
Das Szenenbild gestaltete die Australierin Fiona Crombie, die für ihre Arbeit für The Favourite – Intrigen und Irrsinn für einen Oscar nominiert war.
Die Dreharbeiten wurden im Sommer 2024 in Wales begonnen und Ende September 2024 beendet. Aufnahmen entstanden auch in der Grafschaft Hertfordshire nördlich von London. Als Kameramann fungierte der Pole Łukasz Żal, der zuletzt für den Historienfilm The Zone of Interest von Jonathan Glazer aus dem Jahr 2023 tätig war. Zuvor arbeitete Żal für den Historienfilm Cold War – Der Breitengrad der Liebe von Paweł Pawlikowski, wofür er bei Oscarverleihung 2019 eine Nominierung für die beste Kamera erhielt.

### Filmmusik, Marketing und Veröffentlichung
Die Filmmusik komponierte der in Deutschland geborene britische Komponist Max Richter.
Erstes Bildmaterial wurde Mitte August 2025 vorgestellt. Die Premiere des Films ist am 7. September 2025 beim Toronto International Film Festival geplant. Die weltweiten Rechte sicherte sich Focus Features. Außerhalb den USA liegen die Vertriebsrechte bei Universal Pictures. Der Film soll am 27. November 2025 in ausgewählte US-Kinos kommen und dort am 12. Dezember 2025 landesweit starten. Am 15. Januar 2026 soll der Film in die deutschen Kinos kommen.